# Листёль, Ларс Кнутсон
Ларс Кнутсон Листёль (норв. Lars Knutson Liestøl; 13 июня 1839, Осерал — 15 декабря 1912, Кристиансанн) — норвежский политический и государственный деятель.

## Биография
Сын фермера. Самоучка. Самостоятельно выучил английский язык и изучал историю Англии и особенно Америки. 
Работал клерком, заместителем помощника губернатора графства, блюстителем правопорядка. С 1866 по 1888 год был шерифом Бюгланна. Более 36 лет работал в окружном совете Бюгланна в Эуст-Агдере, Норвегия. В течение двенадцати лет был мэром города.
Один из ведущих левых политиков Норвегии. Член Либеральной партии Норвегии.
С 1874 по 1912 год был членом Стортинга (норвежского парламента) от Либеральной партии. Сторонник национального языкового движения. Как депутат парламента был одним из инициаторов принятия решения о языковом равенстве в 1885 году, по которому датско-норвежский и национальный языки, позднее букмол и новонорвежский, были приравнены друг к другу. В 1886 году был опубликован первый документ Стортинга на национальном языке, подписанный Антоном Квамом и Ларсом Кнутсоном Листолем.
В 1888—1889 годах занимал пост министра аудита, кроме того, возглавлял Министерство внутренних дел в 1888 году в правительстве премьера Юхана Свердрупа.
Его племянником был Кнут Листёль (1881—1952), политик, министр, профессор фольклористики Университета Осло.